# 엘리사 디 프란치스카
엘리사 디 프란치스카(이탈리아어: Elisa Di Francisca, 1982년 12월 13일~)는 이탈리아의 펜싱 선수로 주 종목은 플뢰레이다. 2012년 하계 올림픽에서 여자 플뢰레 개인전과 여자 플뢰레 단체전 금메달을 획득했으며 세계 선수권 대회에서 금메달 7개, 은메달 5개, 동메달 3개를 획득했다.

## 생애
디 프란치스카는 1982년 마르케주 이에시에서 3명의 남매 중 장녀로 태어났다. 아버지인 자코모 디 프란치스카는 시칠리아 출신이며 어머니인 옴브레타 트로바렐리는 마르케 출신이다. 여동생인 마르티나는 1984년생이며 남동생인 미켈레는 1991년생이다. 디 프란치스카는 어린 시절에 발레에 관심을 가졌으나 여동생 마르티나와 함께 펜싱을 시작했고 스테파노 체리오니, 조반나 트릴리니, 발렌티나 베찰리 등 이탈리아 올림픽 펜싱 메달리스트를 배출한 셰르마 이에시에서 펜싱을 수련했다. 이후 13세 때인 1995년 이탈리아 유소년 펜싱 선수권 대회 플뢰레 부문 에서 자신의 펜싱 경력 첫 우승을 달성했다.
1997년에는 이탈리아 유소년 국가대표로 발탁되었다. 이듬해인 1998년 4월에는 슬로바키아 브라티슬라바에서 열린 1998년 유럽 주니어 선수권 대회에 참가하여 플뢰레 개인전에서 16위를 기록했고 단체전 동메달을 획득했다. 2000년에는 미국 사우스벤드에서 열린 세계 주니어 선수권 대회에 이탈리아 국가대표로 참가했으며 개인전 28위, 단체전 5위에 올랐다.
2003년에 이탈리아 성인 국가대표로 데뷔한 디 프란치스카는 2006년 세계 펜싱 선수권 대회에 참여하였다. 이 대회에서 디 프란치스카는 마르게리타 그란바시, 조반나 트릴리니, 발렌티나 베찰리와 함께 참가한 단체전에서 러시아에 패해 준우승을 거두었다. 그녀는 같은 대회의 개인전에서도 은메달을 획득하였다. 2010년 세계 펜싱 선수권 대회 대회에서는 2관왕을 달성하였다. 2012년 7월, 2012년 하계 올림픽의 개인전에서 금메달을 거미쥐었다. 같은 토너먼트에서 그녀의 팀동료 아리안나 에리고와 발렌티나 베찰리는 각각 은메달과 동메달을 차지하였다. 며칠 뒤, 이들 셋과 일라리아 살바토리는 단체전 금메달을 차지하였다.